# FIFA
La Federación Internacional de Fútbol Asociación (en francés: Fédération Internationale de Football Association), más conocida por sus siglas en francés FIFA, es la institución que dirige a las federaciones de fútbol a nivel global. Se fundó el 21 de mayo de 1904 y tiene su sede en Zúrich, Suiza. Forma parte del IFAB, organismo encargado de modificar las reglas del juego. Además, la FIFA organiza la Copa Mundial de Fútbol, los otros campeonatos del mundo en sus distintas categorías, ramas y variaciones de la disciplina, y los Torneos Olímpicos a la par del COI.
La FIFA agrupa 211 asociaciones o federaciones de fútbol de distintos países, contando con 17 países afiliados más que la Organización de las Naciones Unidas (ONU), tres menos que World Athletics (Asociación Internacional de Federaciones de Atletismo) y dos menos que la Federación Internacional de Baloncesto (FIBA).

## Historia
El aumento de la popularidad y la competencia internacional en el fútbol a principios del siglo XX hicieron necesario crear un único organismo regulador del deporte a nivel mundial. La Federación Inglesa de Fútbol sostuvo discusiones acerca de la formación de una federación internacional, pero esta iniciativa no tuvo acogida. Entonces, las autoridades nacionales de fútbol de otros siete países europeos —Bélgica, Dinamarca, España (representada por el Real Madrid Club de Fútbol), Francia, Países Bajos, Suecia y Suiza— se reunieron para asociarse y, de esta manera, la FIFA fue fundada en París el 21 de mayo de 1904. El nombre francés y su acrónimo se han mantenido hasta la fecha, incluso fuera de los países francófonos. Su primer presidente fue el francés Robert Guérin. Pese a que no participaron inicialmente en su conformación, Inglaterra se unió al año siguiente, Escocia y Gales en 1910, e Irlanda del Norte en 1911.
La FIFA presidió su primer torneo internacional en 1906, pero no fue exitoso. Esta situación, sumada a los factores económicos, propició el reemplazo de Guérin por el inglés Daniel Burley Woolfall, quien en el momento era un miembro de la asociación. El siguiente torneo internacional fue la competición olímpica de fútbol de Londres 1908, la cual tuvo un buen resultado con la participación de jugadores profesionales. Fue organizada por la Federación Inglesa de Fútbol, contraria a los principios de la FIFA.
La Federación se extendió fuera de Europa con el ingreso de Sudáfrica (1909), Argentina (1912), Canadá y Chile (1913), y los Estados Unidos (1914). Durante este periodo se enfrentó brevemente a la aparición de una nueva federación internacional rival, la UIAFA, que finalmente no se consolidó y desapareció, prevalenciendo la FIFA.
No obstante, la FIFA sufrió un tropiezo durante la Primera Guerra Mundial, ya que muchos jugadores fueron expulsados por la guerra y se vio seriamente afectada la posibilidad de viajar para cumplir los compromisos internacionales. Después de la guerra falleció Woolfall y la organización pasó a ser dirigida en forma provisional por el neerlandés Carl Hirschmann. Se superó la crisis, pero a costa del retiro de las naciones británicas, ya que no estaban dispuestas a participar en torneos internacionales con sus recientes contrincantes de la guerra mundial.
En 1921 el francés Jules Rimet llegó a la presidencia y a partir de los Juegos Olímpicos de París 1924 organizó los campeonatos de fútbol, contando con 60 000 espectadores en el partido final entre Uruguay y Suiza.
Estos éxitos apremiaron a la FIFA para que, en el Congreso de Ámsterdam del 28 de mayo de 1928, considerara el establecimiento de su propio Campeonato Mundial. En el congreso siguiente de Barcelona se terminó de planear el campeonato, que se llevaría a cabo en Uruguay para celebrar el centenario de su independencia. Por desgracia, Europa estaba en una crisis económica y los clubes habrían de quedarse sin sus estrellas durante dos meses, así que muchos países renunciaron a participar en él. Sin ellos, la primera Copa Mundial se inauguró en Montevideo el 18 de julio de 1930 con tan solo cuatro selecciones europeas.

La bandera de la FIFA, que se utiliza desde junio de 2009.

Después de la decepción por no haber sido sede del primer torneo, Italia fue seleccionada para organizar la Copa Mundial de Fútbol de 1934. Para este torneo treinta y cuatro asociaciones solicitaron participar, por lo que esta vez se realizaron eliminatorias para determinar las dieciséis selecciones participantes. Como protesta al boicot del torneo anterior, Uruguay se negó a participar y se convirtió en el único equipo campeón que no ha defendido su título. La final, ganada por los italianos, fue la primera transmitida por radio en vivo. Italia retuvo su título en el último mundial antes de la Segunda Guerra Mundial en Francia 1938.
En 1946 regresaron a la Federación las cuatro regiones británicas. En el Hampden Park de Glasgow el 10 de mayo de 1947, ante 135 000 espectadores, se jugó un partido del siglo entre el Reino Unido y Resto de Europa XI, que ganó el Reino Unido por 6-1. Las ganancias del partido ascendieron a 35 000 libras esterlinas, y fueron donadas a la FIFA para ayudar a su recuperación después de la guerra. El siguiente mundial de fútbol sería Brasil 1950. Mientras tanto, la FIFA continuaría creciendo: para la celebración de sus 50 años ya contaba con 84 países miembros.
En 1954, Jules Rimet fue sustituido por el belga Rodolphe William Seeldrayers, quien falleció al año siguiente a su nombramiento y fue sucedido por el inglés Arthur Drewry. Al igual que su predecesor tuvo una corta presidencia y fue reemplazado después de su muerte en 1961 por el inglés Sir Stanley Rous, un árbitro retirado que en el momento era secretario general de la organización. Durante la presidencia de Rous el deporte continuó extendiéndose con el ingreso de la televisión. Rous promovió el deporte aficionado y ayudó a hacer de la Copa Mundial de Fútbol uno de los eventos deportivos internacionales más prestigiosos, posiblemente después de los Juegos Olímpicos.
Rous fue sucedido en 1974 por el brasileño João Havelange, quien transformó a la FIFA en una empresa dinámica llena de nuevas ideas y la estructuró como una institución comercial durante este tiempo. Incrementó el número de equipos participantes en el Mundial de Fútbol a 24 en España 1982 y a 32 en Francia 1998. Visualizó a la FIFA extendida por todo el planeta, involucrando a pequeños territorios como Guam, Tahití y Montserrat. Esto estaba alineado con su política de utilizar el fútbol para ayudar al desarrollo de los países.
El siguiente presidente, el suizo Joseph Blatter, mantuvo esta política organizando por primera vez la Copa Mundial de Fútbol en Asia (Mundial 2002) y África (Mundial 2010). Blatter visualizó la Federación como una gran organización internacional, cuyas acciones tenían impacto global económico y político. Continuó modernizando el juego, celebrando el centenario de la FIFA en 2004. El 27 de mayo de 2007 se tomó la decisión de prohibir partidos internacionales a altitudes mayores a los 2500 metros sobre el nivel del mar. Esto generó discrepancias en países como Bolivia, Colombia, Ecuador, México y Perú que se disponían a jugar partidos oficiales con miras a la Copa Mundial de Fútbol de 2010 en lugares con mayor altitud. Se decidió suspender esta norma en los últimos días de mayo de 2008, muy pocos días antes de realizarse la quinta fecha por las eliminatorias para el mundial 2010 entre Bolivia y Chile y cuando no había seguridad sobre dónde se jugaría finalmente el partido.
El 22 de mayo de 2015, dos días antes de una nueva elección por la presidencia, en que Blatter competía con el príncipe Ali bin Hussein de Jordania —finalmente, este último se retiró—, varios altos ejecutivos de la FIFA fueron detenidos por casos de corrupción. Pero seis días después de su reelección el 2 de junio de 2015, el propio presidente en funciones Joseph Blatter decidió renunciar al cargo y convocar a una elección por la presidencia de la FIFA en un congreso extraordinario electivo el 26 de febrero de 2016.

### Fundación FIFA
La Fundación FIFA se creó en marzo de 2018 como entidad independiente, con los objetivos de contribuir a la promoción de un cambio social positivo y de recaudar fondos para la rehabilitación y reconstrucción de infraestructuras deportivas dañadas o destruidas alrededor del mundo. Además de ello, dicha fundación tiene numerosos proyectos en marcha, como el Comunitario o el de Recuperación, y también programas especializados como el de Fútbol para mujeres en Oriente Medio. Cabe destacar que durante la Copa Mundial de la FIFA 2018, Moscú albergó el Festival Fundación FIFA con la finalidad de reunir a organizaciones no gubernamentales de todo el mundo para realizar actividades de intercambio, aprendizaje y jugar al fútbol.
La Fundación se encuentra dirigida por una junta, la cual está compuesta por el presidente de la FIFA y al menos otros dos miembros. Inicialmente, componen la Junta: Gianni Infantino, presidente de la FIFA y expresidente de la Junta de la fundación; Sonia Fulford, miembro del Consejo de la FIFA y vocal de la Junta de la fundación; y Lydia Nsekera, miembro del Consejo de la FIFA y vocal de la Junta de la fundación.
El 28 de enero de 2020 se dio a conocer que el próximo presidente ejecutivo de la junta de la Fundación FIFA será el expresidente argentino, Mauricio Macri. El exmandatario realizará este trabajo ad honorem. Actualmente su director general es el exfutbolista campeón del mundo Youri Djorkaeff y su enfoque prioritario es la educación a través del programa Football for Schools. Así mismo, dicho ente tiene el objetivo de recaudar, junto con socios de todo el mundo y de diferentes sectores, mil millones de dólares para invertirlos en programas educativos.
El encargado de realizar este anuncio fue Gianni Infantino, presidente saliente de la Junta. En el anuncio dijo "Es un grandísimo placer y todo un honor poder anunciar que Mauricio Macri asumirá este cargo al frente de la Fundación FIFA", además agregó "Mauricio tiene el perfil ideal para liderar este proyecto, que quiere poner el fútbol al servicio de la sociedad. A través de su experiencia como líder de una gran nación conoce el rol central que tiene la educación para el futuro de nuestras sociedades y, como dirigente de uno de los clubes de fútbol de mayor éxito, sabe la fuerza y la pasión únicas que genera nuestro deporte. Su experiencia y visión de futuro permitirán, sin duda, que nuestra fundación intensifique su labor y amplíe su ámbito de acción para contribuir a mejoras sociales en todo el mundo".

### Algunos logotipos antiguos
|                                   |
| 1998-2009 (versión monocromática) |

## Himno
Desde la Copa Mundial de Fútbol de 1994, así como en la Liga de Campeones de la UEFA, la FIFA adoptó un himno compuesto por el alemán Franz Lambert, el cual no tiene letra, solo música instrumental. El Himno de la FIFA se toca antes de que se jueguen partidos internacionales, incluso en partidos amistosos, Copa Mundial de Fútbol, Copa Mundial Femenina, Mundial Sub-20 y Sub-17, así como en las finales de los torneos nacionales u otros eventos especiales como el día del Fair play. En 2004, es decir, para las vísperas de la conmemoración del centenario de la FIFA, el músico japonés Gota Yashiki efectuó unos arreglos para este himno.

## Revista oficial
Además de contar con su cibersitio y publicar sus circulares, documentos y estatutos, la FIFA ha editado su revista oficial a partir de septiembre de 2009.
| Nombre          | Tipo      | Fecha de publicación                          | Números | Notas                                                                                               |
| --------------- | --------- | --------------------------------------------- | ------- | --------------------------------------------------------------------------------------------------- |
| FIFA World      | mensuario | septiembre de 2009-octubre de 2013            | 32      | 4 números en 2009, 9 en 2010, 8 en 2011, 7 en 2012 y 4 en 2013.                                     |
| The FIFA Weekly | semanario | 25 de octubre de 2013-18 de diciembre de 2015 | 113     | 9 números en 2013, 53 en 2014 y 51 en 2015. Publicada cada viernes en versiones impresa y en línea. |
| FIFA 1904       | mensuario | febrero de 2016-presente                      |         | |

Todos los números de la revista de la FIFA, tanto mensuario como semanario, fueron publicados en los cuatro idiomas oficiales de la organización: alemán, español, francés e inglés.

## Organización
El ingreso a la FIFA está abierto a cualquier asociación o federación encargada de organizar el fútbol en su país. Normalmente hay un solo afiliado por país; sin embargo, también hay casos de asociaciones de naciones sin Estado, principalmente las británicas (Inglaterra, Escocia, Gales e Irlanda del Norte), por ser el Reino Unido el lugar donde nació el fútbol moderno. Además, existen entre otras, como la selección de las Islas Feroe, independiente de Dinamarca.
A nivel de continentes la FIFA tiene afiliadas a las siguientes confederaciones:

Mapa con las seis confederaciones.

| Confederación                                                          | Región                        | Año  | M  | Sede                    | Presidente          |
| ---------------------------------------------------------------------- | ----------------------------- | ---- | -- | ----------------------- | ------------------- |
| Confederación Sudamericana de Fútbol (Conmebol)                        | América del Sur               | 1916 | 10 | Luque, Paraguay         | Alejandro Domínguez |
| Unión de Asociaciones Europeas de Fútbol (UEFA)                        | Europa                        | 1954 | 55 | Nyon, Suiza             | Aleksander Čeferin  |
| Confederación Asiática de Fútbol (AFC)                                 | Asia                          | 1954 | 47 | Kuala Lumpur, Malasia   | Salman Al Khalifa   |
| Confederación Africana de Fútbol (CAF)                                 | África                        | 1957 | 54 | Seis de Octubre, Egipto | Patrice Motsepe     |
| Confederación de Fútbol de Norte, Centroamérica y el Caribe (CONCACAF) | Norteamérica, Centro y Caribe | 1961 | 41 | Miami, Estados Unidos   | Víctor Montagliani  |
| Confederación de Fútbol de Oceanía (OFC)                               | Oceanía                       | 1966 | 11 | Auckland, Nueva Zelanda | Lambert Maltock     |

## Consejo de la FIFA
A continuación se expone el consejo del organismo.
| Cargo                | Titular                                                                   | Titular                                | Titular                                | Titular                                |
| -------------------- | ------------------------------------------------------------------------- | -------------------------------------- | -------------------------------------- | -------------------------------------- |
| Presidente           | Gianni Infantino                                                          | Gianni Infantino                       | Gianni Infantino                       | Gianni Infantino                       |
| Vicepresidentes      | Lambert Maltock (Presidente de la OFC)                                    | Lambert Maltock (Presidente de la OFC) | Lambert Maltock (Presidente de la OFC) | Lambert Maltock (Presidente de la OFC) |
| Vicepresidentes      | Salman Al Khalifa (Presidente de la AFC)                                  |                                        |                                        |                                        |
| Vicepresidentes      | Alejandro Domínguez (Presidente de la Conmebol)                           |                                        |                                        |                                        |
| Vicepresidentes      | Victor Montagliani (Presidente de la Concacaf)                            |                                        |                                        |                                        |
| Vicepresidentes      | Aleksander Čeferin, Sándor Csányi y David Martin (Presidentes de la UEFA) |                                        |                                        |                                        |
| Vicepresidentes      | Patrick Motsepe (Presidente de la CAF)                                    |                                        |                                        |                                        |
| Secretaría General   | Fatma Samoura                                                             | Fatma Samoura                          | Fatma Samoura                          | Fatma Samoura                          |
| Miembros del consejo | Mariano Araneta                                                           | Saoud Al Mohannadi                     | Mahfuza Akhter                         | Kohzo Tashima                          |
| Miembros del consejo | Praful Patel                                                              | Du Zhaocai                             | Fouzi Lekjaa                           | Isha Johansen                          |
| Miembros del consejo | Mamoutou Touré                                                            | Amaju Pinnick                          | Hany Abo Rida                          | Mathurin de Chacus                     |
| Miembros del consejo | Yon de Luisa                                                              | Sonia Fulford                          | Luis Hernández                         | Pedro Chaluja                          |
| Miembros del consejo | Fernando Sarney                                                           | Ramón Jesurún                          | Ignacio Alonso                         | María Sol Muñoz                        |
| Miembros del consejo | Rajesh Patel                                                              | Johanna Wood                           | Evelina Christillin                    | Georgios Koumas                        |
| Miembros del consejo | Noël La Graëlt                                                            | Dejan Savićević                        | Peter Peters                           | Răzvan Burleanu                        |

### Comisiones[30]
| Comisión                                 | Presidente(s)                  |
| ---------------------------------------- | ------------------------------ |
| Comisión de Desarrollo                   | Salman Al Khalifa              |
| Comisión de Grupos de Interés del Fútbol | Victor Montagliani             |
| Comisión de Medicina                     | Vacante                        |
| Comisión de Árbitros                     | Pierluigi Collina              |
| Comisión Organizadora de Competiciones   | Aleksander Čeferin             |
| Comisión de Finanzas                     | Alejandro Domínguez            |
| Comisión de Gobernanza y de Control      | Mukul Mudgal                   |
| Comisión de Federaciones Miembro         | Sonia Fulford                  |
| Comisión del Estatuto del Jugador        | Mukul Mudgal                   |
| Comisión de Auditoría y Conformidad      | Mukul Mudgal                   |
| Comisión de Apelación                    | Neil Eggleston                 |
| Comisión de Ética                        | Martin Ngoga Vassilios Skouris |
| Comisión Disciplinaria                   | Jorge Palacio                  |

## Presidentes
| #    | Nombre                  | Nacionalidad | Período    |
| ---- | ----------------------- | ------------ | ---------- |
| 1.º  | Robert Guérin           | Francia      | 1904-1906  |
| 2.º  | Daniel Burley Woolfall  | Inglaterra   | 1906-1918  |
| 3.º  | Jules Rimet             | Francia      | 1921-1954* |
| 4.º  | Rodolphe Seeldrayers    | Bélgica      | 1954-1955  |
| 5.º  | Arthur Drewry           | Inglaterra   | 1955-1961  |
| 6.º  | Stanley Rous            | Inglaterra   | 1961-1974* |
| 7.º  | João Havelange          | Brasil       | 1974-1998* |
| 8.º  | Joseph Blatter          | Suiza        | 1998-2015  |
| 9.º  | Issa Hayatou (interino) | Camerún      | 2015-2016  |
| 10.º | Gianni Infantino        | Suiza        | 2016-Act.  |

* Indica que le fue conferido el título de presidente honorario.

## Torneos
Desde su institución en 1904, la Federación Internacional de Fútbol Asociación ha organizado un total de 16 torneos o "competiciones de la FIFA" (en. FIFA competitions), de los cuales cuatro son en el ámbito olímpico de acuerdo con la carta presentada por el COI, uno en el ámbito intercontinental y once en el ámbito mundial (9 a nivel de selecciones y dos a nivel de clubes).
| \| Torneo \| Última edición \| Campeón vigente \| \| Selecciones absolutas \| Selecciones absolutas \| Selecciones absolutas \| \| ----------------------------------------------- \| ------------------------------ \| --------------------- \| \| Copa Mundial de la FIFA \| Catar 2022 \| Argentina \| \| Copa Mundial Femenina de la FIFA \| Australia y Nueva Zelanda 2023 \| España \| \| Torneo Olímpico de Fútbol Femenino \| París 2024 \| Estados Unidos \| \| Selecciones juveniles \| \| \| \| Torneo Olímpico de Fútbol Masculino \| París 2024 \| España \| \| Copa Mundial de Fútbol Sub-20 \| Argentina 2023 \| Uruguay \| \| Copa Mundial Femenina de Fútbol Sub-20 \| Colombia 2024 \| Corea del Norte \| \| Copa Mundial de Fútbol Sub-17 \| Indonesia 2023 \| Alemania \| \| Copa Mundial Femenina de Fútbol Sub-17 \| República Dominicana 2024 \| Corea del Norte \| \| Clubes \| \| \| \| Copa Mundial de Clubes de la FIFA \| Estados Unidos 2025 \| Chelsea F. C. \| \| Copa Intercontinental de la FIFA \| Catar 2024 \| Real Madrid C. F. \| \| Copa Mundial Femenina de Clubes de la FIFA \| 2028 \| \| \| Copa de Campeones Femenina de la FIFA \| 2026 \| \| \| Copa Juvenil de la FIFA/Blue Stars Masculino \| Suiza 2024 \| Red Bull Salzburgo \| \| Copa Juvenil de la FIFA/Blue Stars Femenino \| Suiza 2024 \| Arsenal Women \| \| Futsal y fútbol playa \| \| \| \| Campeonato Mundial de Futsal de la FIFA \| Uzbekistán 2024 \| Brasil \| \| Copa Mundial femenina de fútbol sala de la FIFA \| Filipinas 2025 \| \| \| Torneo Olímpico Juvenil de Futsal Masculino \| Buenos Aires 2018 \| Brasil \| \| Torneo Olímpico Juvenil de Futsal Femenino \| Buenos Aires 2018 \| Portugal \| \| Copa Mundial de Fútbol Playa de FIFA \| Seychelles 2025 \| Brasil \| | Bandera de Argentina · Bandera de España |                    |
| Torneo | Última edición                           | Campeón vigente    |
| Selecciones absolutas |                                          |                    |
| Copa Mundial de la FIFA | Catar 2022                               | Argentina          |
| Copa Mundial Femenina de la FIFA | Australia y Nueva Zelanda 2023           | España             |
| Torneo Olímpico de Fútbol Femenino | París 2024                               | Estados Unidos     |
| Selecciones juveniles |                                          |                    |
| Torneo Olímpico de Fútbol Masculino | París 2024                               | España             |
| Copa Mundial de Fútbol Sub-20 | Argentina 2023                           | Uruguay            |
| Copa Mundial Femenina de Fútbol Sub-20 | Colombia 2024                            | Corea del Norte    |
| Copa Mundial de Fútbol Sub-17 | Indonesia 2023                           | Alemania           |
| Copa Mundial Femenina de Fútbol Sub-17 | República Dominicana 2024                | Corea del Norte    |
| Clubes |                                          |                    |
| Copa Mundial de Clubes de la FIFA | Estados Unidos 2025                      | Chelsea F. C.      |
| Copa Intercontinental de la FIFA | Catar 2024                               | Real Madrid C. F.  |
| Copa Mundial Femenina de Clubes de la FIFA | 2028                                     |                    |
| Copa de Campeones Femenina de la FIFA | 2026                                     |                    |
| Copa Juvenil de la FIFA/Blue Stars Masculino | Suiza 2024                               | Red Bull Salzburgo |
| Copa Juvenil de la FIFA/Blue Stars Femenino | Suiza 2024                               | Arsenal Women      |
| Futsal y fútbol playa |                                          |                    |
| Campeonato Mundial de Futsal de la FIFA | Uzbekistán 2024                          | Brasil             |
| Copa Mundial femenina de fútbol sala de la FIFA | Filipinas 2025                           |                    |
| Torneo Olímpico Juvenil de Futsal Masculino | Buenos Aires 2018                        | Brasil             |
| Torneo Olímpico Juvenil de Futsal Femenino | Buenos Aires 2018                        | Portugal           |
| Copa Mundial de Fútbol Playa de FIFA | Seychelles 2025                          | Brasil             |

### Torneos extintos
| \| Torneo \| Último campeón \| Más campeonatos \| \| Torneos extintos de selecciones \| Torneos extintos de selecciones \| Torneos extintos de selecciones \| \| ------------------------------- \| ------------------------------- \| ------------------------------- \| \| Copa FIFA Confederaciones \| Alemania \| Brasil (4) \| |                |                 |
| Torneo | Último campeón | Más campeonatos |
| Torneos extintos de selecciones |                |                 |
| Copa FIFA Confederaciones | Alemania       | Brasil (4)      |

### Otros torneos
| Torneo                                      | Última edición         | Campeón vigente    |
| Otros torneos                               | Otros torneos          | Otros torneos      |
| ------------------------------------------- | ---------------------- | ------------------ |
| Copa Juvenil de la FIFA /Blue Stars         | Suiza 2024             | Red Bull Salzburgo |
| Copa Juvenil de la FIFA femenino Blue stars | Suiza 2024             | Arsenal W. F. C.   |
| e-Copa Mundial de la FIFA                   | Riad 2023              | Manuel Bachoore    |
| Copa Intercontinental de Fútbol Sala        | Palma de Mallorca 2024 | A. E. Palma Futsal |
| Copa Mundial de Fútbol Calle                | Corea del Sur 2024     | México             |
| Copa Mundial de Fútbol Calle Femenino       | Corea del Sur 2024     | México             |

## Clasificación mundial FIFA Masculino
La clasificación mundial FIFA/Coca Cola es un sistema de clasificación de las 211 selecciones de fútbol masculino pertenecientes a la FIFA, utilizado desde agosto de 1993.
| Top 10 |

| #    | V           | Selección    | Puntos  |
| ---- | ----------- | ------------ | ------- |
| 1.º  | Sin cambios | Argentina    | 1843.73 |
| 2.º  | Sin cambios | Francia      | 1843.54 |
| 3.º  | Sin cambios | Brasil       | 1828.27 |
| 4.º  | Sin cambios | Inglaterra   | 1797.39 |
| 5.º  | Sin cambios | Bélgica      | 1788.55 |
| 6.º  | 2           | Países Bajos | 1740.92 |
| 7.º  | 5           | Croacia      | 1727.62 |
| 8.º  | 2           | Italia       | 1723.56 |
| 9.º  | Sin cambios | Portugal     | 1702.54 |
| 10.º | 3           | España       | 1692.71 |

## Clasificación mundial FIFA femenino
La clasificación mundial FIFA/Coca Cola es un sistema de clasificación de las 188 selecciones de fútbol femenino pertenecientes a la FIFA, utilizado desde 16 de julio de 2003.
| Top 10 |

| #    | V           | Selección      | Puntos  |
| ---- | ----------- | -------------- | ------- |
| 1.º  | Sin cambios | España         | 2085.96 |
| 2.º  | 2           | Inglaterra     | 2021.41 |
| 3.º  | Sin cambios | Francia        | 2018.81 |
| 4.º  | 2           | Estados Unidos | 2011.2  |
| 5.º  | 1           | Alemania       | 2005.24 |
| 6.º  | 1           | Suecia         | 1998.57 |
| 7.º  | 1           | Japón          | 1982.52 |
| 8.º  | 1           | Países Bajos   | 1951.81 |
| 9.º  | 1           | Canadá         | 1948.58 |
| 10.º | 1           | Brasil         | 1946.58 |

## Campeones por confederación
| Confederación | Torneo                               | Última edición                    | Campeón vigente    |
| ------------- | ------------------------------------ | --------------------------------- | ------------------ |
| UEFA          | Eurocopa                             | Alemania 2024                     | España             |
| UEFA          | Eurocopa Femenina                    | Inglaterra 2022                   | Inglaterra         |
| UEFA          | Liga de Naciones de la UEFA          | Alemania 2025                     | Portugal           |
| UEFA          | Liga de Naciones Femenina de la UEFA | Liga de Naciones Femenina 2023-24 | España             |
| Conmebol      | Copa América                         | Estados Unidos 2024               | Argentina          |
| Conmebol      | Copa América Femenina                | Colombia 2022                     | Brasil             |
| Concacaf      | Copa de Oro de la Concacaf           | Estados Unidos y Canadá 2025      | México             |
| Concacaf      | Copa Oro Femenina de la Concacaf     | Estados Unidos 2024               | Estados Unidos     |
| Concacaf      | Liga de Naciones de la Concacaf      | Estados Unidos 2025               | México             |
| AFC           | Copa Asiática                        | Catar 2023                        | Catar              |
| AFC           | Copa Asiática Femenina de la AFC     | India 2022                        | China              |
| CAF           | Copa Africana de Naciones            | Costa de Marfil 2023              | Costa de Marfil    |
| CAF           | Copa Africana de Naciones Femenina   | Marruecos 2022                    | Sudáfrica          |
| CAF           | Copa de Naciones Árabe               | Catar 2021                        | Argelia            |
| OFC           | Copa de las Naciones de la OFC       | Fiyi y Vanuatu 2024               | Nueva Zelanda      |
| OFC           | Campeonato Femenino de la OFC        | Fiyi 2022                         | Papúa Nueva Guinea |

## Mejores por confederación
Última actualización: 22 de diciembre de 2022.

| N.º  | V  | Selección      | Puntos |
| ---- | -- | -------------- | ------ |
| 20.º | 4  | Japón          | 1565   |
| 24.º | 4  | Irán           | 1559   |
| 25.º | 3  | Corea del Sur  | 1530   |
| 27.º | 10 | Australia      | 1488   |
| 48.º | 2  | Arabia Saudita | 1437   |

| N.º  | V           | Selección       | Puntos  |
| ---- | ----------- | --------------- | ------- |
| 8.º  | Sin cambios | Japón           | 1978.01 |
| 9.º  | Sin cambios | Corea del Norte | 1950.87 |
| 12.º | 1           | Australia       | 1879.84 |
| 19.º | 4           | China           | 1803.4  |
| 20.º | Sin cambios | Corea del Sur   | 1800.07 |

| N.º  | V  | Selección | Puntos |
| ---- | -- | --------- | ------ |
| 11.º | 11 | Marruecos | 1672   |
| 19.º | 1  | Senegal   | 1603   |
| 30.º | 0  | Túnez     | 1526   |
| 33.º | 5  | Camerún   | 1499   |
| 35.º | 3  | Nigeria   | 1494   |

| N.º  | V  | Selección | Puntos  |
| ---- | -- | --------- | ------- |
| 34.º | 2  | Nigeria   | 1627.12 |
| 52.º | 7  | Sudáfrica | 1497.54 |
| 60.º | 2  | Marruecos | 1411.58 |
| 61.º | 2  | Ghana     | 1410.42 |
| 68.º | 12 | Camerún   | 1380.42 |

| N.º  | V  | Selección      | Puntos |
| ---- | -- | -------------- | ------ |
| 13.º | 3  | Estados Unidos | 1654   |
| 15.º | 2  | México         | 1632   |
| 39.º | 1  | Costa Rica     | 1491   |
| 47.º | 12 | Canadá         | 1443   |
| 58.º | 1  | Panamá         | 1399   |

| N.º  | V           | Selección      | Puntos  |
| ---- | ----------- | -------------- | ------- |
| 2.º  | 1           | Estados Unidos | 2045.12 |
| 10.º | Sin cambios | Canadá         | 1948.58 |
| 35.º | 1           | México         | 1625.54 |
| 40.º | 3           | Jamaica        | 1550.09 |
| 43.º | Sin cambios | Costa Rica     | 1542.58 |

| N.º  | V | Selección | Puntos |
| ---- | - | --------- | ------ |
| 1.º  | 1 | Argentina | 1840   |
| 3.º  | 2 | Brasil    | 1834   |
| 16.º | 2 | Uruguay   | 1627   |
| 17.º | 0 | Colombia  | 1612   |
| 21.º | 2 | Perú      | 1564   |

| N.º  | V           | Selección | Puntos  |
| ---- | ----------- | --------- | ------- |
| 11.º | 2           | Brasil    | 1941.08 |
| 23.º | 1           | Colombia  | 1746.52 |
| 31.º | Sin cambios | Argentina | 1657.79 |
| 39.º | 2           | Chile     | 1567.07 |
| 50.º | 1           | Paraguay  | 1505.2  |

| N.º   | V | Selección          | Puntos |
| ----- | - | ------------------ | ------ |
| 105.º | 0 | Nueva Zelanda      | 1138   |
| 136.º | 0 | Islas Salomón      | 1095   |
| 159.º | 1 | Papúa Nueva Guinea | 1007   |
| 161.º | 0 | Nueva Caledonia    | 995    |
| 162.º | 0 | Tahití             | 995    |

| N.º  | V | Selección          | Puntos  |
| ---- | - | ------------------ | ------- |
| 30.º | 4 | Nueva Zelanda      | 1670.73 |
| 56.º | 2 | Papúa Nueva Guinea | 1473.99 |
| 72.º | 1 | Fiyi               | 1351.1  |
| 94.º | 2 | Tonga              | 1215.15 |
| 95.º | 2 | Samoa              | 1213.77 |

| N.º | V | Selección    | Puntos |
| --- | - | ------------ | ------ |
| 2.º | 1 | Francia      | 1823   |
| 4.º | 2 | Bélgica      | 1781   |
| 5.º | 0 | Inglaterra   | 1774   |
| 6.º | 2 | Países Bajos | 1740   |
| 7.º | 5 | Croacia      | 1727   |

| N.º | V           | Selección  | Puntos  |
| --- | ----------- | ---------- | ------- |
| 1.º | 1           | España     | 2066.05 |
| 3.º | 2           | Francia    | 2021.69 |
| 4.º | Sin cambios | Inglaterra | 2014.19 |
| 5.º | 4           | Suecia     | 1998.09 |
| 6.º | Sin cambios | Alemania   | 1987.25 |

## Premios FIFA
La FIFA decidió instaurar desde 1991, unos premios con la finalidad de reconocer a los mejores jugadores del mundo de cada año. Su origen, en el premio del mismo nombre (Mejor Jugador Mundial) que desde 1988 concedía la Federación Internacional de Historia y Estadística IFFHS —organismo colaborador de la FIFA— y que fue reemplazado tras tres ediciones.
Desde 1991 hasta 2009, se entregó el Jugador Mundial de la FIFA, y se decidía por las votaciones de los capitanes y entrenadores de todas las selecciones nacionales de federaciones afiliadas a la FIFA en los cinco continentes. Cada capitán y seleccionador votaba a tres jugadores, otorgándole tres puntos al primer clasificado, dos al segundo y uno al tercero, con la única condición de no poder votar a un jugador de la misma selección nacional a la que representaba. A la hora de votar se tenían en cuenta los méritos contraídos por los jugadores tanto en la trayectoria llevada a cabo con sus clubes, como con sus selecciones nacionales. Tras el recuento de todos los votos, la FIFA convocaba a los tres primeros clasificados masculinos y a las tres femeninas a una gala que tiene lugar en Zúrich (Suiza) a mediados de diciembre. En esa gala se desvelaba el orden final de las votaciones y se hacía entrega de los premios. Pese a que eran elegibles al premio jugadores de todas las ligas del mundo, en las 19 ediciones celebradas, el podio siempre lo ocuparon jugadores que militaban en clubes europeos, especialmente de las ligas española, inglesa e italiana. Lothar Matthäus fue el primer ganador de esta versión del premio en 1991, y Lionel Messi el último en 2009.
El 5 de julio de 2010, la FIFA creó el FIFA Balón de Oro (en francés: FIFA Ballon d'Or) en sustitución del 'Jugador Mundial de la FIFA', y se otorgaba anualmente también a los mejores del mundo del fútbol. Este premio fue el resultado de la unificación entre el Balón de Oro —entregado por la revista France Football— y el 'Jugador Mundial de la FIFA' —entregado por la FIFA—. La FIFA y el grupo editorial Amaury, propietario del diario deportivo France Football, llegaron a un acuerdo mediante el cual los trofeos, 'FIFA World Player' o 'Jugador Mundial FIFA' y el 'Balón de Oro' pasaron a conformar un mismo galardón que llevó el nombre de 'FIFA Balón de Oro' entre 2010 y 2015; durante seis ediciones. El sistema de votación, en esta ocasión, se basaba en un jurado internacional compuesto por los seleccionadores y capitanes de las selecciones y por periodistas especializados (un periodista por país). Seleccionadores, capitanes y periodistas tenían el mismo peso de los votos. Para el FIFA Balón de Oro los tres finalistas se elegían a partir de una lista de veintitrés (23) jugadores elaborada por la Comisión de Fútbol de la FIFA y una serie de representantes del Amaury Group.
En el año 2016, se creó el premio The Best FIFA, en sustitución del 'FIFA Balón de Oro', con la finalidad de reconocer también a los mejores jugadores del mundo de cada año. El premio se otorga en la actualidad junto con otros varios como el de mejor entrenador en la gala anual del organismo conocido como 'The Best FIFA Football Awards' (en español: The Best Premios FIFA del Fútbol). El nuevo premio se otorga por el mismo sistema de votación que se utilizaba para el 'Jugador Mundial de la FIFA' decantado por las votaciones de los capitanes y entrenadores de todas las selecciones nacionales de cada una de las federaciones afiliadas a la FIFA en los cinco continentes, a los que se suman los de periodistas especializados y aficionados (a diferencia del Balón de Oro, potestad únicamente de periodistas especializados).

### Palmarés masculino
| Jugador            | Jugador Mundial de la FIFA, FIFA Balón de Oro y Premio The Best FIFA |
| ------------------ | -------------------------------------------------------------------- |
| Lionel Messi       | 2009, 2010, 2011, 2012, 2015, 2019, 2022, 2023                       |
| Cristiano Ronaldo  | 2008, 2013, 2014, 2016, 2017                                         |
| Ronaldo Nazário    | 1996, 1997, 2002                                                     |
| Zinedine Zidane    | 1998, 2000, 2003                                                     |
| Ronaldinho         | 2004, 2005                                                           |
| Robert Lewandowski | 2020, 2021                                                           |

### Palmarés femenino
| Jugadora        | Jugadora Mundial de la FIFA, FIFA Balón de Oro, y Premio The Best FIFA |
| --------------- | ---------------------------------------------------------------------- |
| Marta Vieira    | 2006, 2007, 2008, 2009, 2010, 2018                                     |
| Birgit Prinz    | 2003, 2004, 2005                                                       |
| Mia Hamm        | 2001, 2002                                                             |
| Carli Lloyd     | 2015, 2016                                                             |
| Alexia Putellas | 2021, 2022                                                             |
| Aitana Bonmatí  | 2023, 2024                                                             |

## Videojuegos
Electronic Arts, bajo el sello EA Sports, ha creado los videojuegos FIFA Soccer, FIFA World Cup y FIFA Street, compatibles con diversas videoconsolas, computadoras personales, teléfonos móviles y tabletas.
| Videojuego     | Licencias de juego | Desarrollador |
| -------------- | --- | ------------- |
| FIFA Soccer    | FIFA 94 • FIFA 95 • FIFA 96 • FIFA 97 • FIFA 98 • FIFA 99 • FIFA 2000 • FIFA 2001 • FIFA Football 2002 • FIFA Football 2003 • FIFA Football 2004 • FIFA Football 2005 • FIFA 06 • FIFA 07 • FIFA 08 • FIFA 09 • FIFA 10 • FIFA 11 • FIFA 12 • FIFA 13 • FIFA 14 • FIFA 15 • FIFA 16 • FIFA 17 • FIFA 18 • FIFA 19 • FIFA 20 • FIFA 21 • FIFA 22 • FIFA 23 | EA Sports     |
| FIFA World Cup | FIFA World Cup 1998 • FIFA World Cup 2002 • FIFA World Cup 2006 • FIFA World Cup 2010 • FIFA World Cup 2014 • FIFA World Cup 2018 • FIFA World Cup 2022 | EA Sports     |
| FIFA Street    | FIFA Street • FIFA Street 2 • FIFA Street 3 • FIFA Street 4 | EA Canadá     |